# Бразильско-португальские отношения
Бразильско-португальские отношения — двусторонние дипломатические отношения между Бразилией и Португалией. Они насчитывают уже почти пять столетий, начиная с 1532 года — с основания Сан-Висенти, первого постоянного португальского поселения в Америке. Бразилия на протяжении долгого времени являлась португальской колонией. Они по-прежнему связаны общим языком и наследственными линиями португальских бразильцев, которые можно проследить на сотни лет назад.
Сегодня Бразилия и Португалия имеют привилегированные отношения, о чём свидетельствует согласованная политическая и дипломатическая координация, а также экономическое, социальное, культурное, юридическое, техническое и научное сотрудничество.
Согласно опросу BBC 2011 года, 76 % португальцев положительно относятся к влиянию Бразилии, а 8 % относятся к нему отрицательно, что является наиболее благоприятным восприятием Бразилии для любой другой опрошенной страны в мире.

## История

### Истоки

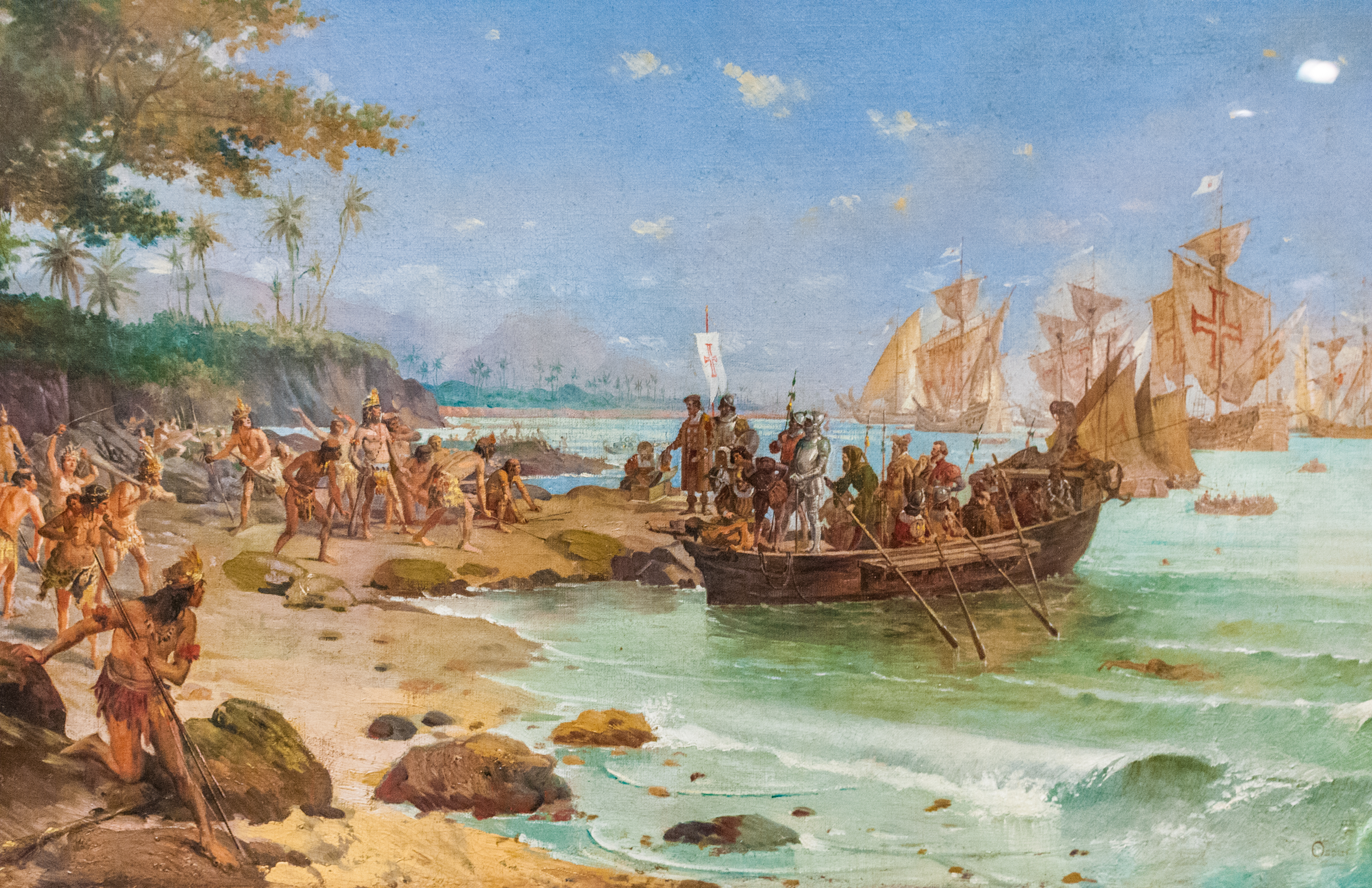
Высадка Кабрала в Порту-Сегуру, холст, масло, Оскар Перейра да Силва, 1904 год.

В апреле 1500 года Португалия заявила права на Бразилию по прибытии португальского флота под командованием Педро Альвареша Кабрала. До 1530 года Португалии ещё предстояло основать свою первую колонию в Бразилии. В первый век заселения португальцы поняли, что использовать туземцев в качестве рабов будет сложно. Они не были послушными, имели высокую смертность при воздействии западных болезней и могли довольно легко убежать и спрятаться. Поэтому Португалия обратилась к импортированным африканским рабам для ручного труда.
В 16-м и 17-м веках официальные доходы от Бразилии были небольшими — около 3 процентов государственных доходов Португалии в 1588 году и 5 процентов в 1619 году. Экономическая деятельность была сосредоточена на небольшом населении поселенцев, занятых в высокорентабельной экспортно-ориентированной промышленности сахарного тростника на Северо-Востоке.
В 1690-х годах открытие золота, а в 1720-х годах алмазов южнее, в штате Минас-Жерайс, открыло новые возможности. Золотодобывающая промышленность достигла своего пика примерно в 1750 году, производя около 15 тонн в год, но по мере истощения лучших месторождений производство и экспорт сократились. В первой половине 18-го века переводы прибыли от золота составляли в среднем 5,23 миллиона миллионов рейсов (1,4 миллиона фунтов стерлингов) в год, из которых идентифицируемые королевские доходы составляли около 18 процентов. Общие бразильские поставки золота за весь 18 век составляли от 800 до 850 тонн.

### «Инконфиденсия Минейра»

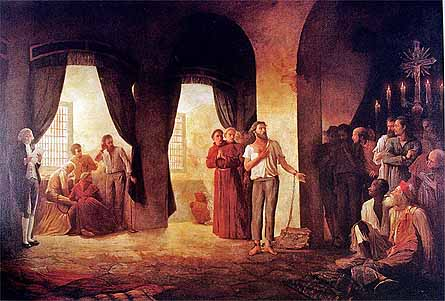
Чтение приговора заговорщикам Inconfidência Mineira

Заговор в Минас-Жерайсе или «Инконфиденсия Минейра» («Заговор инконфидентов», порт. Inconfidência Mineira) 1788—1789 гг., возглавляемый патриотом и революционером Жоакимом Жозе да Силва Ксавьером (известным как Тирадентис), было первым крупным движением против португальского владычества в Бразилии. Оно было вызвано высокими налогами, в том числе ненавистным quinto do ouro или «королевская пятая», 20-процентный налог на добытое золото. А также derrama, годовая налоговая квота в размере 100 золотых слитков, налагаемая на штат Минас-Жерайс. Если бы он не был выполнен, португальская корона могла бы заставить бразильский народ выплатить оставшуюся сумму. Вдохновленная Американской революцией группа, в которую входили военные, священнослужители, поэты и интеллектуалы из Минас-Жерайса, сговорилась поднять восстание в день введения деррамы, но трое человек проинформировали колониальное правительство, и участники были арестованы. Восстание потерпело поражение, заговорщики были арестованы. Тирадентеса нарисовали и четвертовали, а его останки отправили в Вила-Рику (Оуро-Прету) для демонстрации.

### Соединённое Королевство Португалии, Бразилии и Алгарви
В 1808 году португальский правитель, принц-регент Иоанн VI, бежал в Рио-де-Жанейро, спасаясь от французского вторжения в Португалию. Он привел с собой около 10 000 представителей материкового истеблишмента — аристократии, бюрократии и некоторых военных. В течение 13 лет Рио-де-Жанейро функционировал как столица Королевства Португалия, что некоторые историки называют «переворотом метрополии», то есть бывшей колонией, осуществляющей управление всей Португальской империей.
В 1815 году во время Венского конгресса Иоанн VI создал Соединенное Королевство Португалии, Бразилии и Алгарви, возведя Бразилию в один ранг с Португалией и увеличив административную независимость Бразилии. Представители Бразилии были избраны в Конституционные суды Португалии. В 1816 году, со смертью королевы Марии, Иоанн VI был коронован королем Португалии и Бразилии в Рио-де-Жанейро.
Иоанн VI столкнулся с политическим кризисом, когда группы в Португалии пытались обратить вспять метрополитизацию своей бывшей колонии. С окончанием наполеоновских войн прозвучали призывы к Джону вернуться в Лиссабон, а к Бразилии вернуться к своему прежнему колониальному состоянию. К концу 1821 года ситуация стала невыносимой, и Иоанн VI с королевской семьей вернулся в Португалию.

### Независимость Бразилии

Декларация независимости Бразилии, изображенная в " O Grito do Ipiranga " Педро Америко, 1888 г.

Затем португальские суды потребовали, чтобы принц Педру вернулся в Португалию. Как посоветовал ему отец, принц вместо этого заявил о своём намерении остаться в Бразилии в речи, известной как «Фико» («Я остаюсь»). Педру провозгласил независимость Бразилии 7 сентября 1822 года и впоследствии стал первым императором страны. Португальские гарнизоны в Бразилии оказали вооружённое сопротивление, но борьба была недолгой. Португалия признала независимость Бразилии в 1825 году.

### Инцидент с Револта да Армада

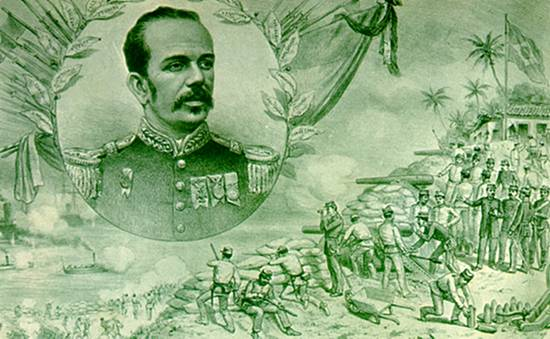
Revolta da Armada на иллюстрации Анджело Агостини.

В 1894 году отношения между двумя государствами обострились после того, как Португалия предоставила убежище бразильским повстанцам после инцидента с Revolta da Armada. Португалия направила в Рио-де-Жанейро военно-морские силы, состоящие из военных кораблей « Минделло» и " Аффонсо де Альбукерке", для защиты португальских интересов во время морского восстания против президента Флориану Пейшоту. 2 апреля 1894 года восстание было подавлено, и 493 повстанца, в том числе 70 офицеров и лидер мятежа адмирал Луиш Филипе де Салданья да Гама, нашли убежище на борту португальских военных кораблей. Несмотря на протесты правительства Бразилии, Португалия предоставила повстанцам убежище и отплыла в Рио-де-ла-Плата, где высадилась большая часть беженцев. Инцидент был расценен как нарушение суверенитета Бразилии и привел к разрыву дипломатических отношений Бразилии с Португалией. Дипломатические отношения были восстановлены в 1895 году администрацией Пруденте де Мораис.

### XX век
В XX веке отношения между двумя странами определялись гораздо большими размерами и более мощной экономикой Бразилии. По этой причине бразильские инвестиции в Португалию в 1970-х и 1980-х годах были значительно больше, чем португальские инвестиции в Бразилию.

## Политические связи
Бразилия и Португалия сотрудничают на многосторонних форумах и являются партнёрами в продвижении реформы ООН. Португалия лоббировала желание Бразилии стать постоянным членом Совета Безопасности ООН. Бразилия и Португалия являются членами-основателями Сообщества португалоязычных стран, межправительственной организации бывших португальских колоний.
Бразилия и Португалия подписали Договор о дружбе, сотрудничестве и консультациях в Порту-Сегуру 22 апреля 2000 г., во время 500-летия открытия Бразилии. Этот договор регулирует сотрудничество Португалии и Бразилии на международных форумах, предоставляет бразильцам в Португалии и португальцам в Бразилии равные права в соответствии со Статутом о равенстве португальцев и бразильцев (Estatuto de igualdade entre portugueses e brasileiros); также рассматривались вопросы культурного, научного, технологического, экономического, финансового, коммерческого, фискального, инвестиционного и ряда других форм институционального сотрудничества. В 2016 году в ходе 12-го бразильско-португальского саммита в Бразилиа был подписан ряд меморандумов, в том числе по антарктическому сотрудничеству.

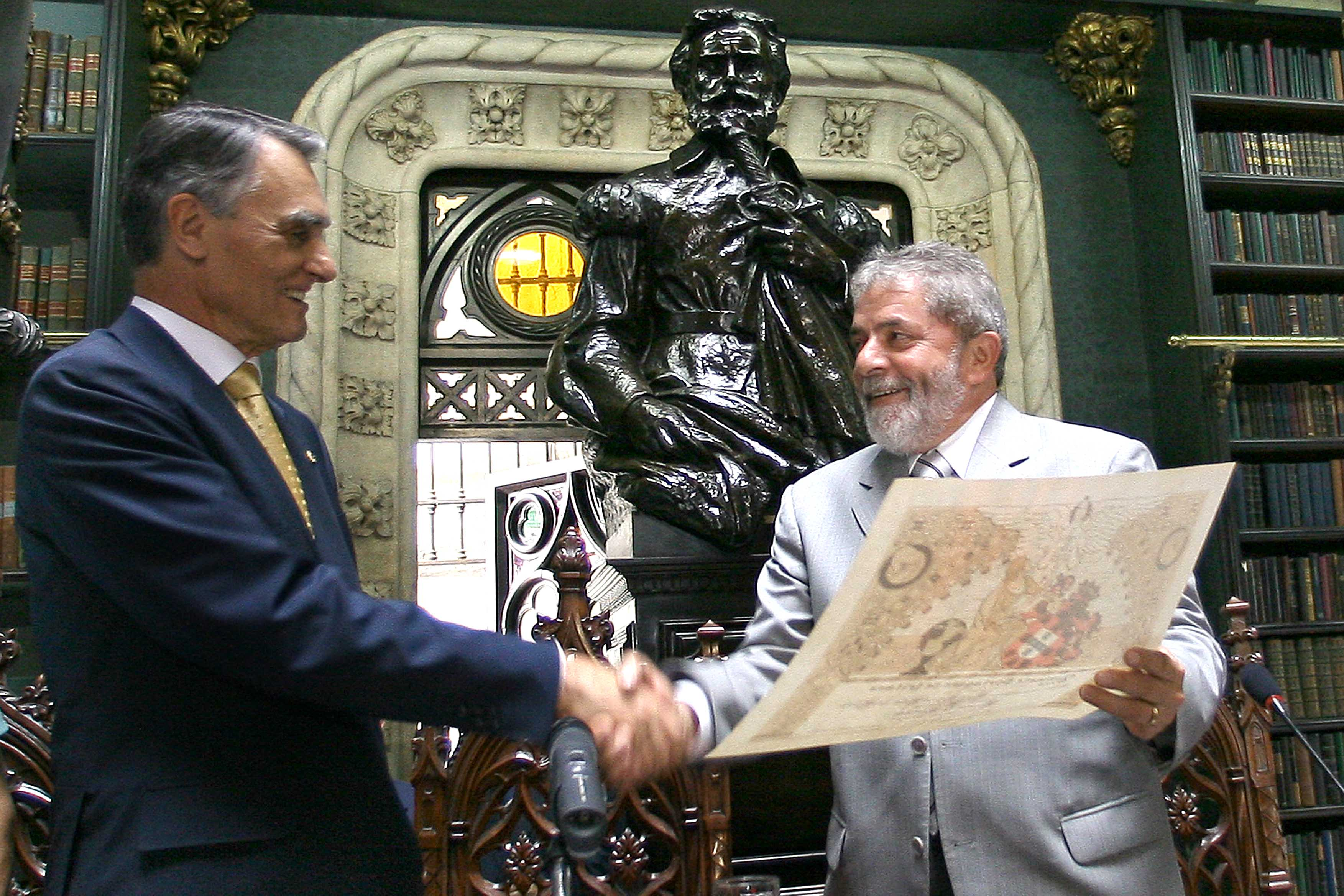
Лула и Анибал Каваку Силва из Португалии получают Лавра Гратидана на фестивале Португальской королевской библиотеки в Рио-де-Жанейро, 2008 год

Два государства проводят регулярные встречи на высшем уровне для обсуждения двусторонних и многосторонних соглашений и текущих тем. Одним из основных вопросов двусторонней повестки дня в области культуры является совместное продвижение и распространение португальского языка.

## Экономические связи
Сегодня важны как политические, так и экономические связи. Компании из обеих стран участвовали в слияниях в 2000-е годы.
Говорят, что отношения между двумя странами основаны на огромных размерах Бразилии, а значит, на её экономическом рынке и в целом на более мощной экономике. Таким образом, в 1970-х и 1980-х бразильские инвестиции в Португалию были намного больше, чем португальские инвестиции в Бразилию.
С экономической точки зрения прямые инвестиции Португалии в Бразилию существенно выросли, а также наблюдается устойчивый рост торговли между двумя странами.

## Культурные связи
Помимо общности языка и религии, обе страны являются членами ACOLOPACOLOP и частью португалоязычного мира.
Португалию иногда неоднозначно называют «метрополией» Бразилии. Статуя Педру Алвариша Кабрала в парке Ибирапуэра в Сан-Паулу утверждает, что «бразильцы всем обязаны Португалии». Независимость Бразилии от Португалии в 1822 году считалась одной из важных причин упадка Португалии как мирового лидера.
Использование оригинальной глазурованной керамической плитки азулежу для оформления фасадов и интерьеров зданий, распространённое в Бразилии, восходит к эпохе португальского правления. Бразильские теленовеллы популярны в Португалии. Однако этнические отношения между ними не были прочными, и «особые отношения», как говорят, закончились к концу XX века, однако португальским гражданам по-прежнему предоставляются определённые привилегии в соответствии с Конституцией, которых нет у других иностранцев. Португальская община всё ещё существует в Бразилии, как и бразильская община в Португалии. Также говорят, что португальский язык «объединил» Бразилию, где в XIX веке только часть страны говорила на этом языке с преобладанием индейских языков, таких, как тупи. Вслед за поселенцами из Европы и африканскими рабами португальский язык стал универсальным языком в стране.
Однако связи Португалии с Бразилией были слабее, чем у других европейских империй, таких как Британская, чьи колонии отправляли своих солдат для участия в обеих мировых войнах. Культурные различия также существуют из-за влияния индейцев и чернокожих, которые приняли португальские имена и фамилии, но сохранили элементы своих собственных культур и «приспособили» их к «уникальной» бразильской культуре, как в танцах, так и в других аспектах. Они были приняты белым населением Бразилии, но не присутствовали в Португалии.
Бразилия и Португалия также уделяют особое внимание продвижению и распространению португальского языка в мире. Они подписали несколько двусторонних соглашений с целью создания единой орфографии для португальского языка, которая будет использоваться всеми странами, в которых португальский язык является официальным. С 21 апреля 2000 года между государствами действует безвизовый режим, введённый в соответствии с подписанным ими договором о «статусе равенства».

## Постоянные дипломатические миссии
| Португалии - Бразилиа (посольство) - Рио-де-Жанейро (генеральное консульство) - Салвадор (генеральное консульство) - Сан-Паулу (генеральное консульство) - Белен (консульство) - Белу-Оризонти (консульство) - Куритиба (консульство) - Порту-Алегри (консульство) - Ресифи (консульство) - Сантус (консульство) | Бразилии - Лиссабон (посольство) - Фару (генеральное консульство) - Порту (генеральное консульство) |

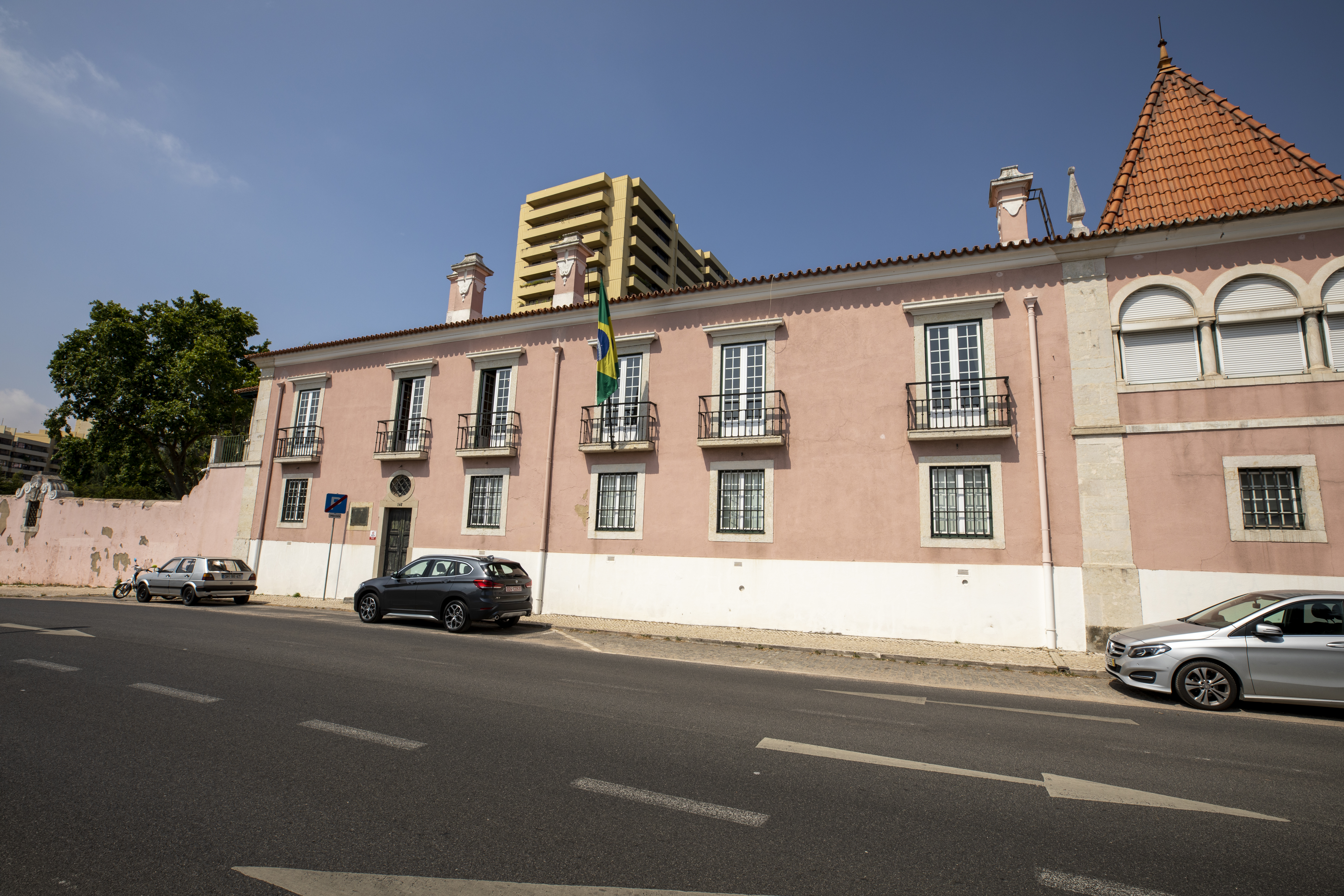
Посольство Бразилии в Лиссабоне
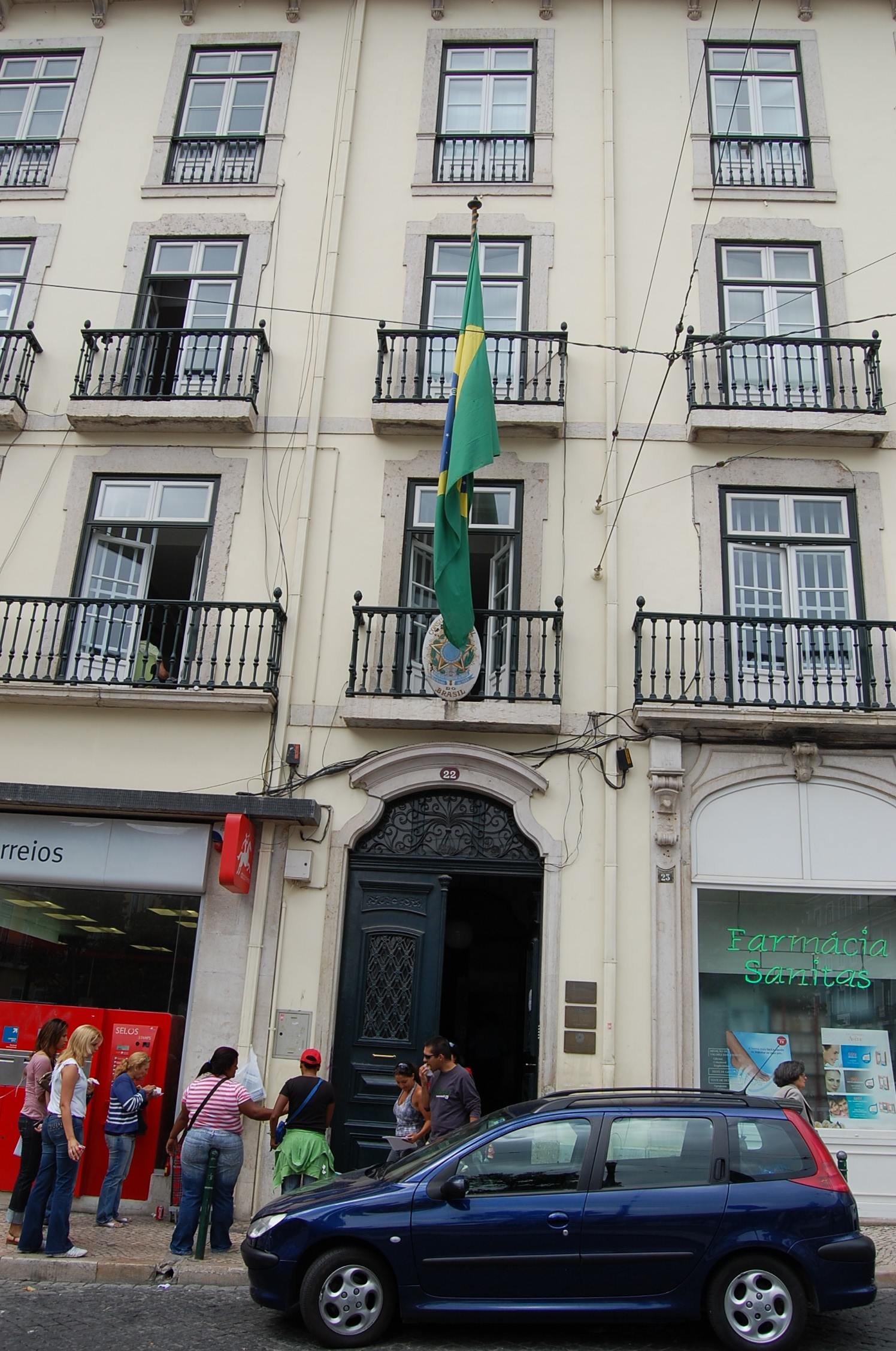
Генеральное консульство Бразилии в Лиссабоне
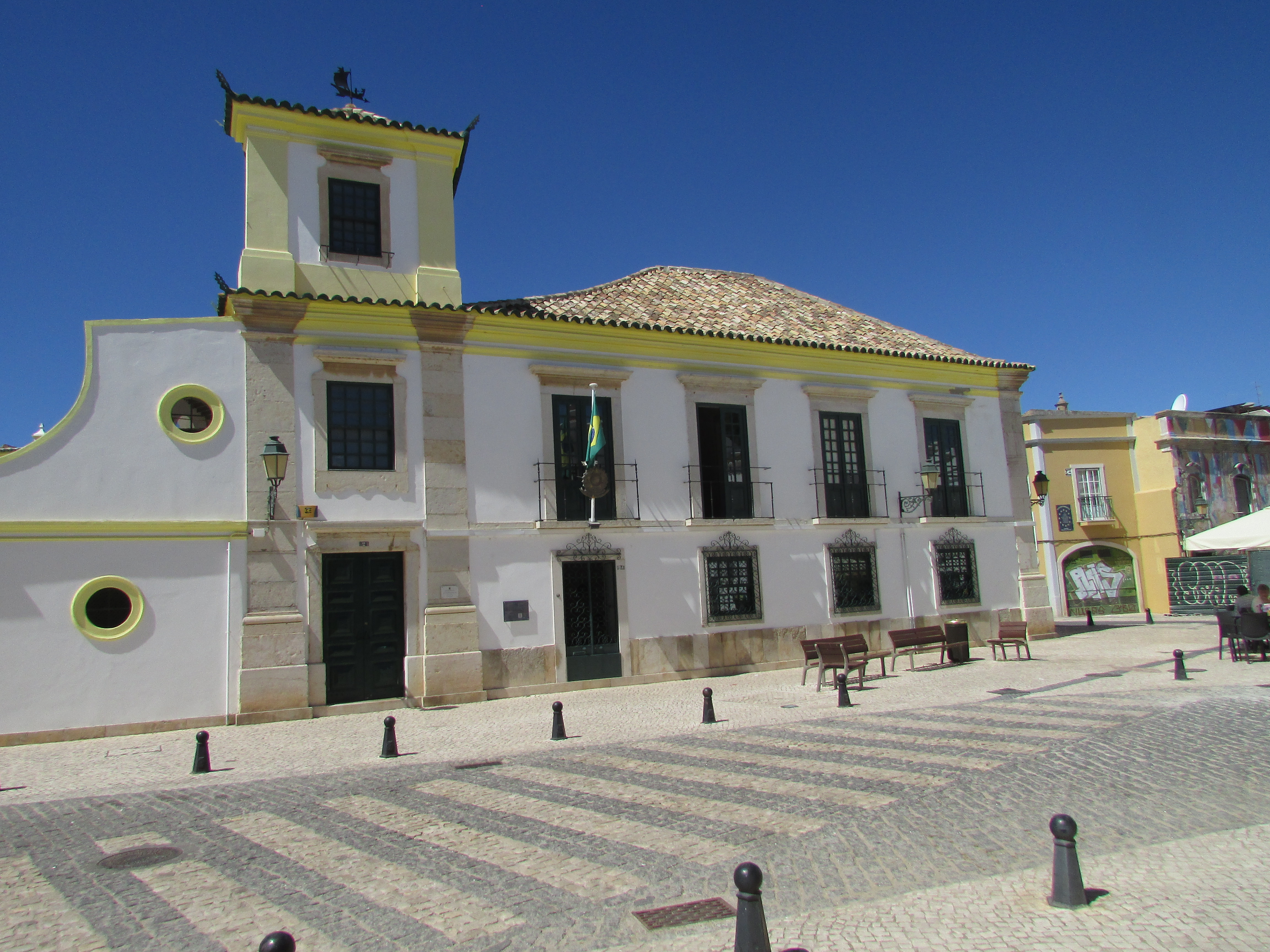
Генеральное консульство Бразилии в Фару
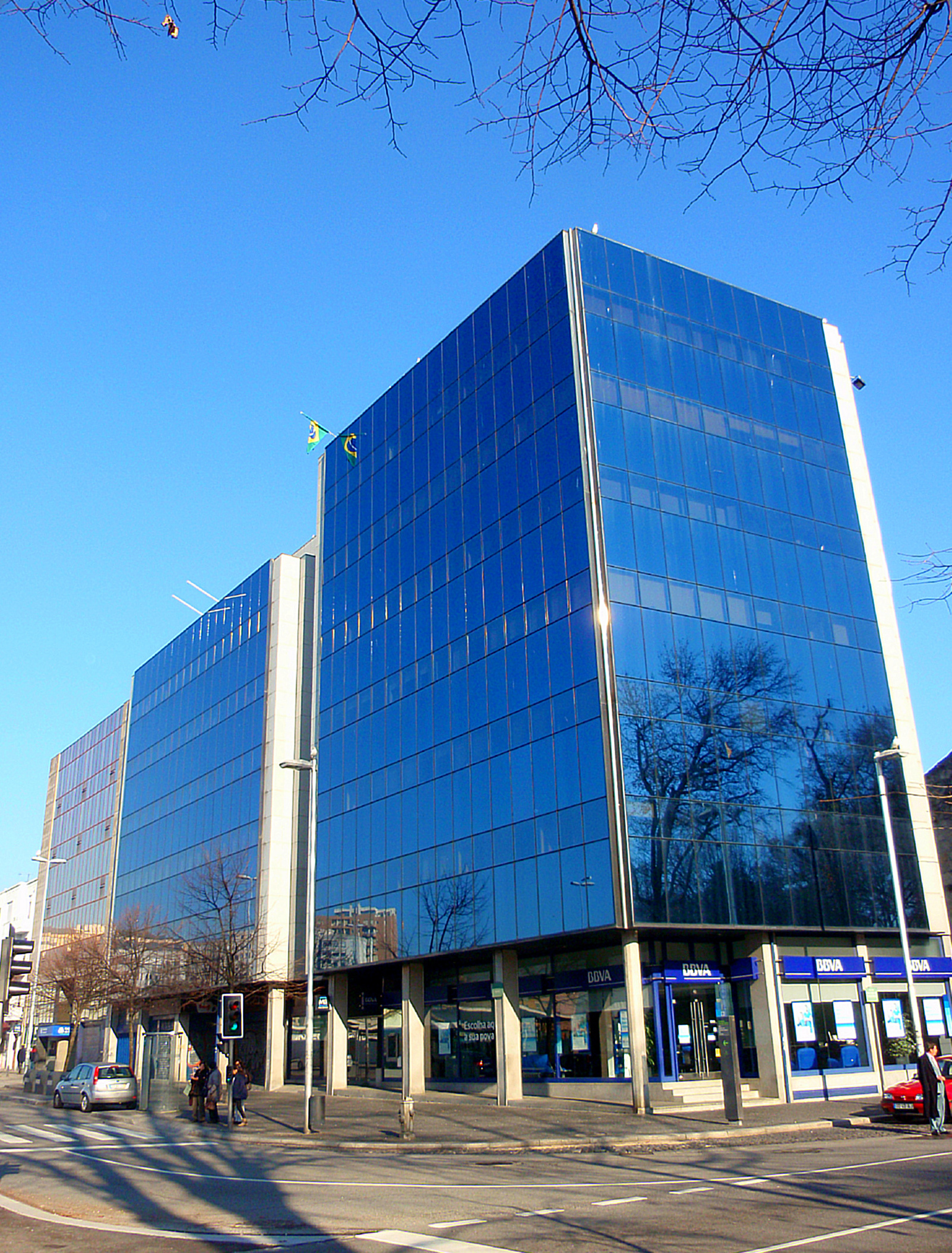
Генеральное консульство Бразилии в Порту